# Scripps-Booth Bi-Autogo
Lo Scripps-Booth Bi-Autogo fu un prototipo costruito dalla casa automobilistica americana Scripps-Booth nel 1913.

## Contesto
Venne progettata e costruita a Detroit direttamente da James Scripps Booth, fondatore della Sripps-Booth. I lavori per la costruzione della Bi-Autogo iniziarono nel 1908. Originariamente doveva essere esposta Salone dell'automobile di New York nel 1912, ma alla fine comparve solo in un articolo nel 1913, poiché il progetto non era stato completato in tempo.
Era un incrocio fra un'automobile e una motocicletta, infatti aveva solo due ruote in legno da 37 pollici. Per impedire al veicolo di cadere vennero montate due piccole ruote retrattili vicino all'asse posteriore che potevano essere retratte da una leva nel posto di guida appena la vettura superava i 32 km/h. Poteva ospitare fino a tre passeggeri.
Aveva un motore V8 raffreddato a liquido con una cilindrata da 5,4 L e una potenza massima di 45 CV. Scripps-Booth decise di usare questo motore poiché quando andò a Parigi nel 1910 rimase fortemente affascinato dalla De Dion-Bouton Type CJ, la prima vettura a montare un motore V8. Il peso complessivo era di 1450 kg. Poteva raggiungere una velocità massima di 121 km/h.
La Bi-Autogo è stata inoltre inserita sulla lista delle 50 peggiori vetture di sempre secondo la rivista del Time.
Ne venne costruito un solo esemplare, che è conservato al Museo storico di Detroit ed è stato restaurato nel 2017 da Mobsteel.